# Maximilien de Robespierre
Maximilien François Marie Isidore de Robespierre (n. 6 mai 1758 – d. 28 iulie 1794); (După Calendarul Republican data decesului este 10 thermidor an II). A fost executat prin ghilotinare în Piața Revoluției (place de la Révolution, astăzi place de la Concorde); cunoscut contemporanilor săi ca "Incoruptibilul", este una dintre cele mai cunoscute figuri ale revoluției franceze. A fost unul din discipolii lui Jean-Jacques Rousseau.

## Biografie
Maximilien de Robespierre, unul din simbolurile Revoluției franceze, s-a născut la Arras, într-o familie înstărită. Avocat, el a fost ales deputat al stării a treia în Artois. A devenit cunoscut prin discursurile sale din clubul iacobin și din procesul regelui. A fost ales lider al acestei grupări radicale. A fost supranumit "Incoruptibilul" pentru că ducea o viață simplă. Robespierre rămâne un personaj controversat, prezentat de unii ca idealist iar de alții ca un fanatic. În 1793, a provocat căderea grupului girondinilor. Ca membru al Comitetului Salvării Publice a fost adeptul și apologetul politicii de teroare împotriva adversarilor politici, care a dus la decapitarea prin ghilotinare a multor reprezentanți de frunte ai Revoluției franceze.

## Legături externe
- Materiale media legate de Maximilien de Robespierre la Wikimedia Commons
- Maximilien Robespierre (1758-1794), revoluționarul contrarevoluționar Arhivat în 2 februarie 2014, la Wayback Machine., Robert Carapancea, historia.ro